# Model de mitjana mòbil integrada autoregressiva
En estadística i econometria, i en particular en anàlisi de sèries temporals, un model de mitjana mòbil integrada autoregressiva (ARIMA) és una generalització d'un model de mitjana mòbil autoregressiva (ARMA). Per comprendre millor les dades o per predir els propers punts de sèries, tots dos models s'ajusten a les dades de sèries temporals. Els models ARIMA s'apliquen en alguns casos en què les dades mostren evidència de no estacionarietat en el sentit de mitjana (però no variància/autocovariància), on es pot aplicar un pas inicial de diferenciació (corresponent a la part "integrada" del model) un o més vegades per eliminar la no estacionarietat de la funció mitjana (és a dir, la tendència). Quan l'estacionalitat es mostra en una sèrie temporal, es podria aplicar la diferència estacional per eliminar el component estacional. Atès que el model ARMA, d'acord amb el teorema de descomposició de Wold, és teòricament suficient per descriure una sèrie de temps estacionària de sentit ampli regular (també purament no determinista), estem motivats a fer una sèrie estacionària. sèries temporals no estacionàries, per exemple, utilitzant la diferència, abans de poder utilitzar el model ARMA. Tingueu en compte que si la sèrie temporal conté un subprocés predictible (també conegut com a sinus pur o procés exponencial de valor complex), el component predictible es tracta com un component de mitjana diferent de zero però periòdic (és a dir, estacional) a l'ARIMA. marc de manera que s'elimini per la diferenciació estacional.

La part AR d'ARIMA indica que la variable d'interès en evolució es retrocedeix amb els seus propis valors retardats (és a dir, anteriors). La part MA indica que l'error de regressió és en realitat una combinació lineal de termes d'error els valors dels quals es van produir simultàniament i en diversos moments en el passat. La I (per a "integrat") indica que els valors de les dades s'han substituït per la diferència entre els seus valors i els valors anteriors (i aquest procés de diferenciació pot haver-se realitzat més d'una vegada). L'objectiu de cadascuna d'aquestes característiques és que el model s'ajusti el millor possible a les dades.
Els models ARIMA no estacionals s'anomenen generalment ARIMA(p, d, q) on els paràmetres p, d i q són nombres enters no negatius, p és l'ordre (nombre de retards) del model autoregressiu, d és el grau de diferències (el nombre de vegades que s'han restat valors passats a les dades) i q és l'ordre del model de mitjana mòbil. Els models ARIMA estacionals es denominen habitualment ARIMA(p, d, q)(P, D, Q)m, on m fa referència al nombre de períodes de cada estació, i les majúscules P, D, Q es refereixen a la diferència autoregressiva, i termes de mitjana mòbil per a la part estacional del model ARIMA.

## Definició

### ARMA
Donades les dades de sèrie temporal {\displaystyle X_{t}} on t és un índex sencer i els {\displaystyle X_{t}} són nombres reals, un model {\displaystyle {\text{ARMA}}(p',q)} ve donat per
{\displaystyle X_{t}-\alpha _{1}X_{t-1}-\dots -\alpha _{p'}X_{t-p'}=\varepsilon _{t}+\theta _{1}\varepsilon _{t-1}+\cdots +\theta _{q}\varepsilon _{t-q},}
o equivalentment per
{\displaystyle \left(1-\sum _{i=1}^{p'}\alpha _{i}L^{i}\right)X_{t}=\left(1+\sum _{i=1}^{q}\theta _{i}L^{i}\right)\varepsilon _{t}\,}
on {\displaystyle L} és l'operador de retard, el {\displaystyle \alpha _{i}} són els paràmetres de la part autoregressiva del model, el {\displaystyle \theta _{i}} són els paràmetres de la part mitjana mòbil i la {\displaystyle \varepsilon _{t}} són termes d'error. Els termes d'error {\displaystyle \varepsilon _{t}} generalment se suposa que són variables independents i distribuïdes de manera idèntica mostrejades a partir d'una distribució normal amb mitjana zero.

### ARIMA
Per a tindre en compte la no estacionarienat del procés, es té en compte l'aplicació successiva de {\displaystyle d} operadors differència {\displaystyle (1-L)^{d}} a la sèrie temporal {\displaystyle X_{t}},  {\displaystyle Y_{t}=(1-L)^{d}X_{t}}. Un model {\displaystyle {\text{ARIMA}}(p,d,q)} és l'actuació d'un model ARMA(p,q) sobre {\displaystyle Y_{t}}:
{\displaystyle \left(1-\sum _{i=1}^{p'}\alpha _{i}L^{i}\right)Y_{t}=\left(1+\sum _{i=1}^{q}\theta _{i}L^{i}\right)\varepsilon _{t}\,}

## Exemples
Alguns casos especials coneguts sorgeixen de manera natural o són matemàticament equivalents a altres models populars de previsió. Per exemple:
- Un model ARIMA(0, 1, 0) (o model I(1) ) ve donat per {\displaystyle X_{t}=X_{t-1}+\varepsilon _{t}} - que és simplement una caminada aleatòria.
- Un ARIMA(0, 1, 0) amb una constant, donada per {\displaystyle X_{t}=c+X_{t-1}+\varepsilon _{t}} — que és una caminada aleatòria amb deriva.
- Un model ARIMA(0, 0, 0) és un model de soroll blanc.
- Un model ARIMA(0, 1, 2) és un model de Holt amortit.
- Un model ARIMA(0, 1, 1) sense constant és un model de suavització exponencial bàsic.[8]
- Un model ARIMA(0, 2, 2) ve donat per {\displaystyle X_{t}=2X_{t-1}-X_{t-2}+(\alpha +\beta -2)\varepsilon _{t-1}+(1-\alpha )\varepsilon _{t-2}+\varepsilon _{t}} — que és equivalent al mètode lineal de Holt amb errors additius o suavització exponencial doble.[8]